# 배지 (장신구)

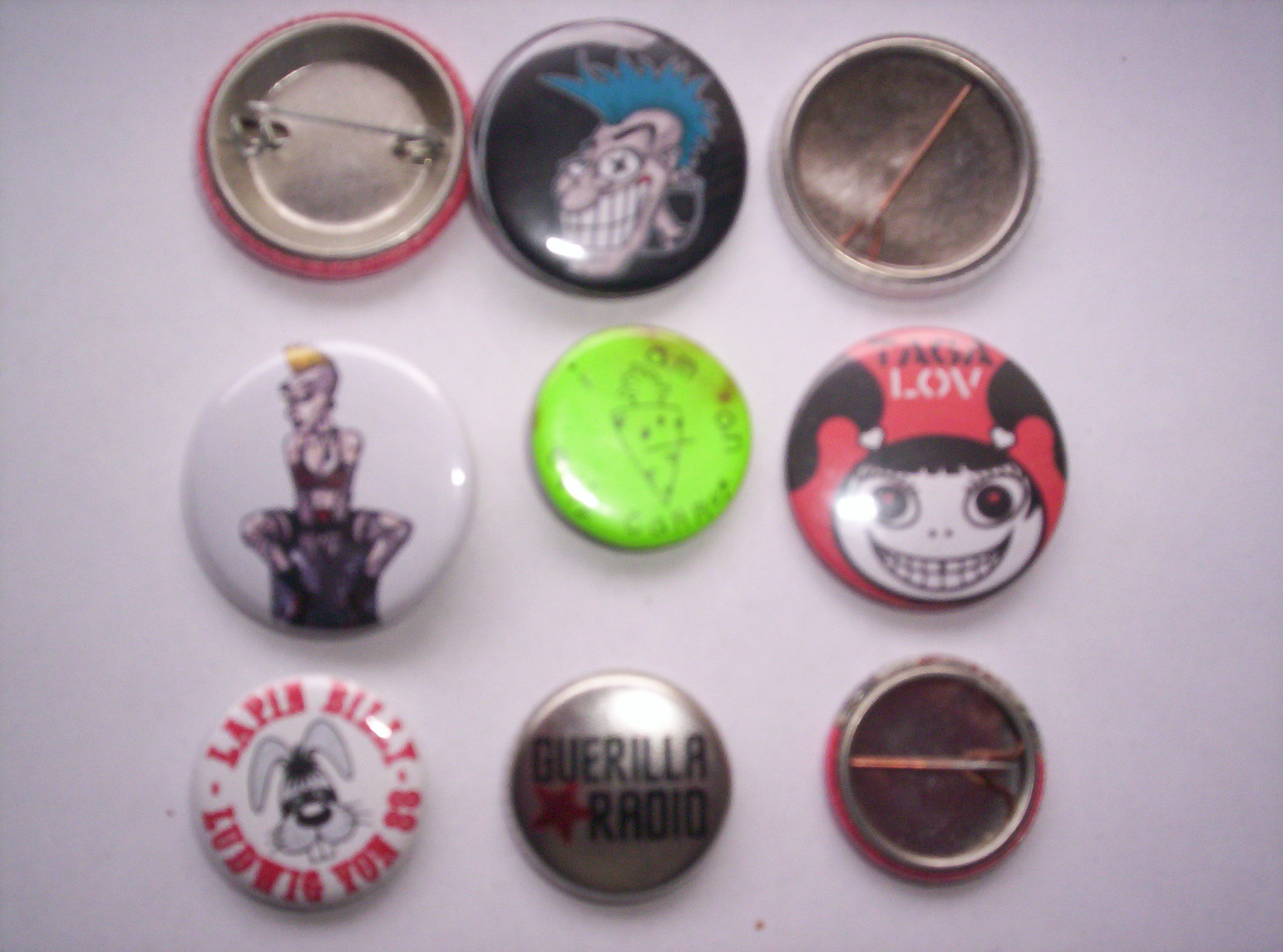
뱃지

배지(영어: badge, 문화어: 빠찌)은 주로 옷 칼라 부분 또는 가슴 부분에 매는 장신구로, 자격, 직위, 계급, 경력 등을 나타내기도 한다. 알루미늄 등 금형을 사용해 만든 캔 배지와 바늘 등을 꽂아 사용하는 핀 배지로 나뉜다.
컴퓨팅에서 배지는 실력을 증명하기 위해 사용된다. 교육에서 디지털 배지는 맥아더 재단의 평생교육 배지 이니셔티브에 쓰이는 것과 비슷한 자격증의 대안으로서 사용된다.
올림픽에서는 사용자의 소속이나 올림픽 기념 등을 주제로 한 핀 배지를 트레이딩하는 이른바 핀 트레이드가 활성화되어 있다. 이는 베를린 올림픽에서 나치의 홍보수단으로 시작된 것이나, 현재도 이어지고 있다. 평창 동계올림픽에서는 코카콜라가 트레이딩 룸을 마련하고, 기업 부스에서 기념품으로 배지를 배포하는 등 기업도 홍보수단으로 배지를 활용하는 경우가 늘고 있다.
종종 이를 '뱃지, 빼찌' 등으로 적는 사람들이 있다. 그러나 badge의 발음 기호가 [bædʒ]이므로 외래어 표기법에 따라 '배지'로 적는다.

## 같이 보기
- 명예 훈장
- 신분증
- 이름표